# 조선 광문회
조선광문회(朝鮮光文會)는, 1910년 10월에 최남선 등이 세운 한국 고전 연구 및 사전 편찬기관이다. 그 위치는 경성(京城) 남부 상리동(上犁洞) 제34통 4호(현 서울특별시 중구 을지로 109)의 신문관 건물 2층에 있었다. 
조선광문회는 고전 문학과 국사연구도 진행했고, 민족 문화와 민족에 대한 연구를 시작했다. 1911년부터 1918년경까지 약 20여 종의 고전을 발간하였으며, 한국 최초로 국어사전과 현대적인 한자자전을 편찬하였다. 

## 개요
구한말 한국의 지식층은 자국의 역사와 문화에 대한 깊은 관심을 보였는데, 이러한 자국사, 자문화에 대한 인식의 심화는 근대적 민족의식의 성장을 의미할 뿐 아니라 국가주권과 문화 전통을 지키려는 한민족의 간절한 염원을 반영한 것이었다. 나아가 이들은  일반 민중을 대상으로 교육과 식산을 강조한 계몽운동을 전개하였고, 외세의 압제에서 벗어나 국권을 회복하고자 구국운동을 추진하였다. 이러한 활동은 경술국치(1910년) 이후에 더욱 고조되어 합법단체 또는 비밀결사의 형태로 나타났으며, 이 과정에서 일부 선각자들이 민족전통의 계승에 필수적인 고전 간행과 사전 편찬을 위해 설립한 단체가 조선광문회였다.  
광문회는 "조선 구래의 문헌 도서 가운데 중대하고 긴요한 것을 수집, 편찬, 개간하여 귀중한 문서를 보존, 전포함을 목적"으로 삼았다. 또한 설립 직후부터 고전 간행 외에도 사전 편찬을 추가로 벌여서, 국사 및 국어 연구에 가장 기초적인 두 가지 사업을 동시에 펼치게 되었다. 
이로써 광문회는 식민통치에 필요한 정보를 얻고자 조선의 고전 간행에 착수했던 일제의 기만적인 문화정책에 대항하는 동시에 사전 편찬과 문법 연구를 주도한 한글 운동의 발상지 구실을 하였으며, 광문회에 드나든 인사들은 이곳을 회합처이자 연락처로 사용하며 일본으로부터 들어온 각종 신문과 잡지를 통해 외부 세계에 대한 지견을 넓혀갔다. 

## 작품

### 17종의 조선총서
- 동국통감
- 해동역사
- 대동운부군옥
- 경세유표
- 상서보전

### 말모이
《말모이》라는 이름의 사전을 편찬하려 했으나 출간되지는 못했다. 원고 중 일부만이 남아 있다.